# Фабрика 1 Травня (платформа)
Фабрика 1 Травня — зупинний пункт/пасажирська платформа тупикової лінії Болшево — Фрязино Ярославського напрямку Московської залізниці. Розташована в мікрорайоні Первомайський міста Корольова Московської області.
Не обладнана турнікетами.
Час руху від Москва-Пасажирська-Ярославська близько 50 хвилин, від станції Фрязино — близько 28 хвилин.